# Anonychomyrma nitidiceps
Anonychomyrma nitidiceps är en myrart som först beskrevs av Andre 1896.  Anonychomyrma nitidiceps ingår i släktet Anonychomyrma och familjen myror. Inga underarter finns listade i Catalogue of Life.